# Adriano Chicco
Adriano Chicco (* 16. Februar 1907 in Genua; † 30. August 1990 in Rom) war ein italienischer Schachkomponist und Schachhistoriker.
Chicco hat mehr als 500 Probleme komponiert, 116 mal gewann er einen Preis. Für sein Werk wurde er mit dem Titel Internationaler Meister für Schachkompositionen ausgezeichnet.
Zunächst arbeitete er als Rechtsanwalt, später machte er sich als Schachhistoriker einen Namen. So gelang es ihm, das Alter von historischen Schachfiguren vor das 6. Jahrhundert zu datieren.
Zusammen mit Giorgio Porreca schrieb er 1971 ein Schachlexikon (Dizionario Enciclopedico Degli Scacchi).

## Werke
- Dizionario Enciclopedico Degli Scacchi. (mit Giorgio Porreca). Mursia, Milano 1971.